# Puerta del Socorro (Melilla)
La Puerta del Socorro es una antigua poterna, salida de socorro situada en el Frente de Levante, entre la Boca del Lobo y el Hospital del Rey de la ciudad española de Melilla y forma parte del Conjunto Histórico Artístico de la Ciudad de Melilla, un Bien de Interés Cultural.

## Descripción
La puerta es de piedra de la zona y ladrillo macizo, con una cámara sostenida por un forjado de madera y una galería compuesta de una bóveda de cañón construida en sillería.